# Бёлёни, Ласло
Ла́сло Бёлёни (венг. Laszlo Bölöni; род. 11 марта 1953, Тыргу-Муреш, Муреш) — румынский футболист и тренер. Выступал на позиции опорного полузащитника.

## Карьера

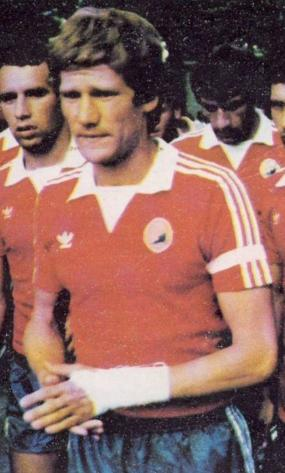
Ласло Бёлёни в 1984 году

### Клубная
Воспитанник клуба «Кимика» (Тырнэвени). В 1970 году перешёл в клуб «Армата» из города Тыргу-Муреш, за который выступал в дальнейшем на протяжении 14 лет. В составе «Арматы» Ласло Бёлёни выигрывал звание вице-чемпиона Румынии и дважды признавался лучшим футболистом страны. В 1984 году Бёлёни перешёл в «Стяуа» и провёл в столичном клубе 3 сезона. За это время его команда выиграла Кубок чемпионов, Суперкубок УЕФА, 3 чемпионата и 2 Кубка Румынии.
По окончании сезона 1986/87 полузащитник перешёл в брюссельский «Расинг Жет». Проведя в чемпионате Бельгии один сезон, Бёлёни перебрался во Францию, где 3 сезона выступал за клубы Лиги 2 «Кретей» и «Орлеан», после чего в 1992 году завершил карьеру футболиста.

### В сборной
Ласло Бёлёни выступал за сборную Румынии с 1975 по 1988 годы. 4 июня 1975 года дебютировал в официальных играх в составе национальной сборной Румынии в отборочном матче к Олимпийским играм 1976 с Данией, команда победила 4:0. 11 апреля 1984 года, после товарищеского матча с Израилем Бёлёни догнал Корнелла Дину в рейтинге игроков с наибольшим количеством игр за сборную Румынии в истории (был лидером по этому показателю до 2 апреля 1997 года, когда его обошел Георге Хаджи). 2 сентября 1987 Бёлёни сыграл свой 100-й матч за сборную в игре против Польши, став первым игроком сборной, которому покорилось это достижение. Однако в период выступлений Бёлёни за сборную румыны ни были среди европейских лидеров. В составе сборной участвовал в чемпионате Европы 1984, на котором в 3 проведённых матчах забил 1 гол (в первом же матче своей команды на турнире против сборной Испании). В итоге гол Бёлёни позволил румынам сыграть вничью с Испанией. Два следующих матча против ФРГ и Португалии Румыния проиграла и закончила турнир на последнем месте в группе. Последнюю игру в составе сборной провёл 1 июня 1988 года в товарищеском матче против Нидерландов.
Всего Бёлёни провёл за национальную сборную 108 матчей и забил 24 мяча.

### Тренерская
Ласло Бёлёни начал тренерскую карьеру в 1994 году во французском клубе «Нанси», став первым иностранным главным тренером в истории этого клуба. В сезоне 1997/98 он впервые за восемь лет вывел клуб в Лигу 1. Тренировал Бёлёни клуб до 2000 года, когда возглавил сборную Румынии. Руководил национальной сборной до 2001 года.
Летом 2001 года Бёлёни возглавил лиссабонский «Спортинг». Он проводил политику привлечения молодых и перспективных игроков в первую команду, включая Криштиану Роналду, Рикарду Куарежма и Угу Виана. В 2003 году был отправлен в отставку ещё до окончания сезона после того, как «Спортинг» потерял шансы защитить чемпионский титул.
С 2003 по 2006 год Бёлёни возглавлял французский «Ренн», с которым сумел занять четвёртое место в чемпионате 2004/05. В мае 2006 года Бёлёни подписал двухлетний контракт с «Монако», но уже 23 октября он был уволен за неудачные результаты, когда команда занимала 19-е место в Лиге 1. 6 апреля 2007 стал главным тренером эмиратской «Аль-Джазиры», с которой в том же году выиграл Клубный кубок чемпионов Персидского залива, но 21 мая 2008 года был освобожден после того как потерял чемпионский титул в последнем туре чемпионата.
9 июня 2008 года был приглашён руководством клуба «Стандард» возглавить его команду, с которой сразу выиграл Суперкубок Бельгии, а в следующем сезоне 2008/09 стал с командой и чемпионом страны, выиграв после этого и второй национальный Суперкубок. После неутешительных результатов в сезоне 2009/10 10 февраля 2010 года Бёлёни ушёл в отставку. В дальнейшем непродолжительное время возглавлял клуб «Аль-Вахда» из ОАЭ, а также французский «Ланс». В сезоне 2011/12 возглавлял тренерский штаб греческого ПАОКа. Бёлёни вывел клуб из Салоников сначала в групповой этап Лиги Европы, а затем и в плей-офф с первого места. Впрочем зимой команда из-за финансовых проблем вынуждена была продать лидеров Виейринья и Пабло Контрераса, из-за чего клуб ухудшил результаты и закончил сезон на 5-м месте, а Ласло 25 мая 2012 года покинул клуб. Вскоре специалист вернулся на Ближний Восток, где работал сначала с катарским «Аль-Хором», а затем с саудовским «Аль-Иттихадом». 16 июня 2017 года Бёлёни был назначен главным тренером бельгийского «Антверпена», с которым в сезоне 2017/18 занял 8-е место, после чего продолжил свой контракт ещё на два года.

## Достижения

### В качестве игрока
Командные
- Чемпион Румынии (3): 1984/85, 1985/86, 1986/87
- Обладатель Кубка Румынии (2): 1984/85, 1986/87
- Победитель Кубка чемпионов УЕФА (1): 1985/86
- Обладатель Суперкубка УЕФА (1): 1986

Личные
- Футболист года в Румынии (2): 1977, 1983
- Рекордсмен по количеству матчей за сборную Румынии: 108[4]

### В качестве тренера
Командные
- Чемпионат Португалии (1): 2001/02
- Кубок Португалии (1): 2001/02
- Суперкубок Португалии (1): 2002
- Чемпион Бельгии (1): 2008/09
- Обладатель Суперкубка Бельгии (2): 2008, 2009
- Обладатель Клубного кубка чемпионов Персидского залива (1): 2007

Личные
- Тренер года в Бельгии (1): 2008/09[5]